# Каштел Камбеловац
Каштел Камбеловац је насељено место у саставу града Каштела, Сплитско-далматинска жупанија, Република Хрватска.

## Историја
До територијалне реорганизације у Хрватској налазио се у саставу старе општине Каштела.

## Становништво
На попису становништва 2011. године, Каштел Камбеловац је имао 5.027 становника.
| Број становника по пописима | Број становника по пописима | Број становника по пописима | Број становника по пописима | Број становника по пописима | Број становника по пописима | Број становника по пописима | Број становника по пописима | Број становника по пописима | Број становника по пописима | Број становника по пописима | Број становника по пописима | Број становника по пописима | Број становника по пописима | Број становника по пописима | Број становника по пописима |
| --------------------------- | --------------------------- | --------------------------- | --------------------------- | --------------------------- | --------------------------- | --------------------------- | --------------------------- | --------------------------- | --------------------------- | --------------------------- | --------------------------- | --------------------------- | --------------------------- | --------------------------- | --------------------------- |
| 1857                        | 1869                        | 1880                        | 1890                        | 1900                        | 1910                        | 1921                        | 1931                        | 1948                        | 1953                        | 1961                        | 1971                        | 1981                        | 1991                        | 2001                        | 2011                        |
| 588                         | 733                         | 769                         | 870                         | 911                         | 941                         | 992                         | 1.080                       | 1.309                       | 1.155                       | 1.441                       | 2.336                       | 3.330                       | 4.054                       | 4.505                       | 5.027                       |

Напомена: Исказује се као самостално насеље од 1981, настало издвајањем дела насеља Сплит (град Сплит), у самостално насеље. До 1948. такође је исказивано као самостално насеље. Од 1953. до 1971. исказивано је као део насеља Сплит (град Сплит).

### Попис1991.
На попису становништва 1991. године, насељено место Каштел Камбеловац је имало 4.054 становника, следећег националног састава:
| Попис 1991.‍   | Попис 1991.‍  | Попис 1991.‍ | Попис 1991.‍ | Попис 1991.‍ |
| ------------- | ------------ | ----------- | ----------- | ----------- |
|               |              |             |             |             |
| Хрвати        | Хрвати       |             | 3.752       | 92,55%      |
| Срби          | Срби         |             | 70          | 1,72%       |
| Југословени   | Југословени  |             | 32          | 0,78%       |
| Муслимани     | Муслимани    |             | 29          | 0,71%       |
| Словенци      | Словенци     |             | 13          | 0,32%       |
| Црногорци     | Црногорци    |             | 9           | 0,22%       |
| Чеси          | Чеси         |             | 8           | 0,19%       |
| Македонци     | Македонци    |             | 7           | 0,17%       |
| Албанци       | Албанци      |             | 5           | 0,12%       |
| Мађари        | Мађари       |             | 2           | 0,04%       |
| Пољаци        | Пољаци       |             | 2           | 0,04%       |
| Русини        | Русини       |             | 1           | 0,02%       |
| остали        | остали       |             | 2           | 0,04%       |
| неопредељени  | неопредељени |             | 50          | 1,23%       |
| регион. опр.  | регион. опр. |             | 11          | 0,27%       |
| непознато     | непознато    |             | 61          | 1,50%       |
| укупно: 4.054 |              |             |             |             |